# Уваров Борис Петрович
Борис Петрович Уваров (3 листопада 1886 — 18 березня 1970) — російсько-британський ентомолог, найвідоміший своєю роботою з біології та екології сарани. Засновник нового напрямку ентомології — акридології (науки про саранових).

## Біографія
Борис Уваров народився в Уральську, в Російській імперії (нині Орал, Казахстан) Був наймолодшим з трьох синів Петра Уварова, працівника державного банку, і його дружини Олександри. Природою зацікавився в дитинстві, коли батько подарував йому шість томів енциклопедії Життя тварин Альфреда Брема. Вивчав біологію в Санкт-Петербурзькому державному університеті, який закінчив у 1910 році. Працював ентомологом у Ставрополі. Поставив контроль над чисельністю сарани на науковій основі. З 1915 працював у Тіфлісі (сучасний Тбілісі), який після Лютневої революції 1917 року став столицею Грузинської Демократичної Республіки. У 1920 році, з приходом більшовицької влади у Грузії, емігрував до Лондона. У 1943 році отримав британське громадянство.
Починаючи з 1945 року, доктор Уваров та його команда заснували Антисарановий дослідницький центр в Лондоні. Впродовж чотирнадцяти років Центр перетворився на першу в світі лабораторію з дослідження сарани . Він зробив важливий внесок у таксономію, біологію та засоби контролю за чисельністю сарани.

## Нагороди
- Кавалер ордена Св. Михаїла і Георгія (1943)
- Лицар ордена Св. Михаїла і Георгія (10 червня 1961)
- Член Королівського товариства (1950)
- Командир Королівського ордена Лева (Бельгія, 1948)
- Почесний доктор Мадридського університету (1935 р.)
- Президент Королівського ентомологічного товариства (1959—61)
- У 1950 році обраний членом Лондонське Королівське товариства.

## Роботи
- Сарана і коники (1928)
- Харчування та метаболізм комах (1928)
- Комахи та клімат (1931)
- Коники і сарана (V. I, 1966, ISBN 0-85135-072-0)